# Dôme des Platières
Le dôme des Platières est un sommet de la partie septentrionale du massif de la Vanoise, dans les Alpes françaises, dans le département de la Savoie. Il se situe dans le prolongement sud de la crête partant du mont Pourri et passant par le dôme de la Sache.